# Esquirol de panxa taronja de l'Himàlaia
L'esquirol de panxa taronja de l'Himàlaia (Dremomys lokriah) és una espècie de rosegador de la família dels esciúrids. Viu a Bangladesh, la Xina, l'Índia, Myanmar i el Nepal. Es tracta d'un animal diürn i arborícola. Els seus hàbitats naturals són els boscos perennifolis i de frondoses subtropicals montans, els boscos de rododendres i els boscos de coníferes. Està amenaçat per la desforestació, la fragmentació del seu entorn i la caça.